# 高校入試速報
高校入試速報（こうこうにゅうしそくほう）は、広島ホームテレビが自社制作する、公立高校入試の解説番組である。

## 内容
- 広島県立高等学校の選抜Ⅱの入試問題・解答を塾講師などが解説する。1日目が国語・社会・数学、2日目が理科・英語を解説する。また1日目の場合は2日目の問題の予想なども行う。

これと同じ内容の番組が1時間後にも広島テレビ（HTV）で16:18～16:48に『公立高校入試解答ダイジェスト』として放送してある。
番組内容としてHTVが解答・解説を言う前に、その講師個人についての話があったり、解説も判りやすく行うなど少し柔らかい感じとなっているのに対し、HOMEは解答のみを一本通しで行う硬派な雰囲気である。これはHOMEが加盟している系列は前身が元々教育放送局の日本教育テレビ（NET）であったテレビ朝日系列であるためだと思われる。なお、NET系の教育番組は中国放送（RCC）が放送していた。その名残で、民間放送教育協会にはRCCが加盟している。
このような形態はほかの都道府県でも使われることが多くなっている。

## 出演者
- 伊藤みのりアナウンサー

## 放送時間
- 広島県選抜Ⅱ実施日 14:55～15:50